# 佛瑞作品列表
以下列出加布里埃爾·佛瑞的所有作品。

## 按出版序

### 作品1至99
- 作品1：二首歌曲
- 作品2：二首歌曲
- 作品3：二首歌曲
- 作品4：二首歌曲
- 作品5：三首歌曲
- 作品6：三首歌曲
- 作品7：三首歌曲
- 作品8：三首歌曲
- 作品10：二首二重奏
- 作品11：Cantique de Jean Racine[譯名請求]，1865年
- 作品12：《魔神》（Les djinns），為混聲合唱與鋼琴（或樂團），1875年?
- 作品13：A大調第1號奏鳴曲，為鋼琴與小提琴，1875–6年
- 作品14：小提琴協奏曲（未完成），1878–9年
- 作品15：C小調第1號鋼琴四重奏，1876–9年
- 作品16：搖籃曲，為鋼琴與小提琴，1878–9年
- 作品17：三首無言浪漫曲，1863年
- 作品18：三首歌曲
- 作品19：敘事曲，為鋼琴，1881年
- 作品20：F大調組曲，1865–74年
- 作品21：套曲一日之詩
- 作品22：Le ruisseau[譯名請求]，為女聲合唱與鋼琴，1881年?
- 作品23：三首歌曲
- 作品24：悲歌，為鋼琴與大提琴，1883年
- 作品25：E♭大調第1號即興曲，1881年
- 作品26：A小調第1號船歌，1881年
- 作品27：二首旋律小品，1882年
- 作品28：浪漫曲，為鋼琴與小提琴，1877年
- 作品29：La naissance de Vénus[譯名請求]，1882年
- 作品30：A大調第1號隨想圓舞曲，1882年
- 作品31：F小調第2號即興曲，1883年
- 作品32：B♭大調馬厝卡舞曲，1875年
- 作品33：三首夜曲
  - 第1號，E♭小調，1875年
  - 第2號，B大調，1881年
  - 第3號，A♭大調，1883年
- 作品34：A♭大調第3號即興曲，1883年
- 作品35：牧歌
- 作品36：E♭大調第4號夜曲，1884年
- 作品37：B♭大調第5號夜曲，1884年
- 作品38：D♭大調第2號隨想圓舞曲，1884年
- 作品39：四首歌曲
- 作品40：D小調交響曲，1884年
- 作品41：G大調第2號船歌，1885年
- 作品42：G♭大調第3號船歌，1885年
- 作品43：二首歌曲，1885–6年
- 作品44：A♭大調第4號船歌，1886年
- 作品45：G小調第2號鋼琴四重奏，1885–6年
- 作品46：二首歌曲，1887年
- 作品47
  - O Salutaris[譯名請求]，1887年
  - Maria, Mater Gratiae[譯名請求]，1887年
- 作品48：D小調安魂曲，1877年
- 作品49：G大調小品，為鋼琴與大提琴（約當於1888年，現已散俟）
- 作品50：孔雀舞曲，1887年
- 作品51：四首歌曲，1888年
- 作品52：Caligula，1888年
- 作品54：經文歌Ecce fidelis servus，1890年
- 作品55：Tantum ergo，1890年
- 作品56：組曲《杜麗》（Dolly），為鋼琴四手聯彈，1894–7年
- 作品57：組曲Shylock，1889年
- 作品58：套曲Cinq mélodies de Venise[譯名請求]，1891年
- 作品59：G♭大調第3號隨想圓舞曲，1887–93年
- 作品61：套曲La Bonne Chanson[譯名請求]，1892–4年
- 作品62：A♭大調第4號隨想圓舞曲，1893–4年
- 作品63：D♭大調第6號夜曲，1894年
- 作品63bis：Hymne à Apollon，1894年
- 作品65
  - 第1號，聖體頌（Ave verum corpus），1894年
  - 第2號，Tantum ergo[譯名請求]，1894年
- 作品66：F♯小調第5號船歌，1894年
- 作品67
  - 第1號，Salve Regina，1894–5年
  - 第2號，聖母頌（Ave Maria），1894–5年
- 作品68：交響快板，1895年
- 作品69：A大調浪漫曲，為鋼琴與大提琴，1894年
- 作品70：E♭大調第6號船歌，1895年
- 作品72：Pleurs d’or[譯名請求]
- 作品73：主題與變奏，1895年
- 作品74：C♯小調第7號夜曲，1898年
- 作品75：行板，為鋼琴與小提琴，1897年
- 作品76：二首歌曲，1897年
- 作品77：《蝴蝶》（Papillon），為鋼琴與大提琴，1884年
- 作品78：西西里舞曲，為鋼琴與大提琴，1898年
- 作品79：幻想曲，為鋼琴與長笛，1898年
- 作品80：組曲《佩利亞斯與梅麗桑德》（Pelléas et Mélisande），1898年
- 作品82：《普羅米修斯》（Prométhée），1900年
- 作品83：二首歌曲，1894年
- 作品84：8首小品
- 作品85：三首旋律，1902年
- 作品86：即興曲，為豎琴，1904年
- 作品87：二首歌曲，1904年
- 作品88：Le voile du bonheur[譯名請求]，1901年
- 作品89：D小調第1號鋼琴五重奏，1890–4年
- 作品90：D小調第7號船歌，1905年
- 作品91：D♭大調第4號即興曲，1905年
- 作品92：Le don silencieux[譯名請求]，1906年
- 作品93：聖母頌（Ave Maria），為兩名女高音與管風琴，1906年
- 作品94：Chanson[譯名請求]，1906年
- 作品95：套曲La chanson d'Ève[譯名請求]，1906–10年
- 作品96：D♭大調第8號船歌，1906年
- 作品97：B小調第9號夜曲，1908年
- 作品98：小夜曲，為鋼琴與大提琴，1908年
- 作品99：E小調第10號夜曲，1908年

### 作品100之後
- 作品101：A小調第9號船歌，1908–9年
- 作品102：F♯小調第5號即興曲，1909年
- 作品103：九首前奏曲，1909–10年
- 作品104
  - 第1號，F♯小調夜曲（第11號），1913年
  - 第2號，A小調船歌（第10號），1913年
- 作品105：G小調第11號船歌，1913–5年
- 作品106：套曲Le jardin clos[譯名請求]，1914年
- 作品106bis：E♭大調第12號船歌，1913–5年
- 作品107：E小調第12號夜曲，1915年
- 作品108：E小調第2號奏鳴曲，為鋼琴與小提琴，1916–7年
- 作品109：D小調第1號奏鳴曲，為鋼琴與大提琴，1917年
- 作品110：《塔裡的公主》，為豎琴，1918年
- 作品111：G大調幻想曲，為鋼琴與樂團
- 作品112：《假面與貝加馬斯克》（Masques et bergamasques）
- 作品113：套曲Mirages[譯名請求]，1919年
- 作品114：C'est la paix![譯名請求]，1919年
- 作品115：C小調第2號鋼琴五重奏，1919–21年
- 作品116：C大調第13號船歌，1921年
- 作品117：G小調第2號奏鳴曲，為鋼琴與大提琴，1921年
- 作品118：套曲L'horizon chimérique[譯名請求]，1921年
- 作品119：B小調第13號夜曲，1921年
- 作品120：D小調鋼琴三重奏，1922–3年
- 作品121：E小調弦樂四重奏，1923–4年

註：第9、第53、第60、第64、第71、第81、第100號目前並未用於特定作品，第60號曾被使用於D小調鋼琴五重奏（現為作品89）之早期版本

### 未有作品號的作品
- 《小彌撒》（Messe basse）

## 按曲類

### 獨奏
鋼琴
- 敘事曲，作品19，1881年
- E♭大調第1號即興曲，作品25，1881年
- A小調第1號船歌，作品26，1881年
- A大調第1號隨想圓舞曲，作品30，1882年
- F小調第2號即興曲，作品31，1883年
- B♭大調馬厝卡舞曲，作品32，1875年
- 三首夜曲，作品33
  - 第1號，E♭小調，1875年
  - 第2號，B大調，1881年
  - 第3號，A♭大調，1883年
- A♭大調第3號即興曲，作品34，1883年
- E♭大調第4號夜曲，作品36，1884年
- B♭大調第5號夜曲，作品37，1884年
- D♭大調第2號隨想圓舞曲，作品38，1884年
- G大調第2號船歌，作品41，1885年
- G♭大調第3號船歌，作品42，1885年
- A♭大調第4號船歌，作品44，1886年
- G♭大調第3號隨想圓舞曲，作品59，1887–93年
- A♭大調第4號隨想圓舞曲，作品62，1893–4年
- D♭大調第6號夜曲，作品63，1894年
- F♯小調第5號船歌，作品66，1894年
- E♭大調第6號船歌，作品70，1895年
- 主題與變奏，作品73，1895年
- C♯小調第7號夜曲，作品74，1898年
- 8首小品，作品84
- D小調第7號船歌，作品90，1905年
- D♭大調第4號即興曲，作品91，1905年
- D♭大調第8號船歌，作品96，1906年
- B小調第9號夜曲，作品97，1908年
- E小調第10號夜曲，作品99，1908年
- A小調第9號船歌，作品100，1908–9年
- F♯小調第5號即興曲，作品102，1909年
- 九首前奏曲，作品103，1909–10年
- F♯小調第11號夜曲，作品104之1，1913年
- A小調第10號船歌，作品104之2，1913年
- G小調第11號船歌，作品105，1913–5年
- E♭大調第12號船歌，作品106bis，1913–5年
- E小調第12號夜曲，作品107，1915年
- C大調第13號船歌，作品116，1921年
- B小調第13號夜曲，作品119，1921年

豎琴
- 即興曲，作品86，1904年
- Une châtelaine en sa tour[譯名請求]，作品110，1918年

### 室內樂
二重奏
- A大調第1號奏鳴曲（為小提琴與鋼琴），作品13，1875–6年
- 搖籃曲（為鋼琴與小提琴），作品16，1878–9年
- 浪漫曲（為鋼琴與小提琴），作品28
- 組曲《杜麗》（Dolly，為鋼琴四手聯彈），作品56，1894–7年
- A大調浪漫曲（為鋼琴與大提琴），作品69，1894年
- 行板（為鋼琴與小提琴），作品75，1897年
- 《蝴蝶》（Papillon，為鋼琴與大提琴），作品77，1884年
- 西西里舞曲（為鋼琴與大提琴），作品78，1898年
- 幻想曲（為鋼琴與長笛），作品79，1898年
- 小夜曲（為鋼琴與大提琴），作品98，1908年
- E小調第2號奏鳴曲（為鋼琴與小提琴），作品108，1916–7年
- D小調第1號奏鳴曲（為鋼琴與大提琴），作品108，1917年
- G小調第2號奏鳴曲（為鋼琴與大提琴），作品117，1921年

三重奏
- D小調鋼琴三重奏，作品120，1922–3年

四重奏
- C小調第1號鋼琴四重奏，作品15，1876–9年
- G小調第2號鋼琴四重奏，作品45，1885–6年
- E小調弦樂四重奏，作品121，1923–4年

五重奏
- D小調第1號鋼琴五重奏，作品89，1890–4年
- C小調第2號鋼琴五重奏，作品115，1919–21年

### 管弦樂
- F大調組曲，作品20，1865–74年
- 小提琴協奏曲（未完成），作品14，1878–9年
- D小調交響曲，作品40，1884年
- 孔雀舞曲，作品50，1887年
- 組曲《佩利亞斯與梅麗桑德》（Pelléas et Mélisande），作品80，1898年
- G大調幻想曲，為鋼琴與樂團，作品111

### 合唱
世俗作品
聖樂
- D小調安魂曲，作品48，1877年
- 《小彌撒》（Messe basse），1882年

## 外部連結
- 佛瑞作品列表：国际乐谱典藏计划上的乐谱